# ماوناويلي
ماوناويلي (تنطق باللغة الهاوائية: [mɐwnəˈvili]) هو مكان سكني مخصص للتعداد السكاني (CDP) في مدينة ومقاطعة هونولولو، منطقة كولوبوكو، جزيرة أواهو، هاواي، الولايات المتحدة. اعتبارًا من تعداد 2020، بلغ عدد سكان ماوناويلي 2026 نسمة. تقع ماوكا (الجانب الداخلي أو الجبلي) في طريق كالانياناول السريع بين طريق هاواي 61 ومستشفى القلعة، وهي بالقرب من جميع المنازل الخاصة والمدارس وعدد قليل من الكنائس؛ مرابط الخيول تُكمل البيئة الريفية. لا توجد مؤسسات تجارية. ومع ذلك، فإن السكان على بعد دقائق فقط (بالسيارة أو الحافلة) من كايلو.
يمتد وادي ماوناويلي خلف قنة الرياح البارزة المعروفة باسم أولومانا. تمتد التطورات السكنية جزئيًا فقط إلى الوادي، وهو كبير جدًا ورطب إلى حد ما، مما يدعم الزراعة المحدودة (معظمها زراعة الموز) خلف المساكن. تُحول المياه من الجداول العديدة بواسطة خندق إلى وايمانالو الأكثر جفافاً لدعم الأنشطة الزراعية فيها.
يقع ملعب الجولف ومحطة البحوث الزراعية (HSPA) في الوادي. محطة البحوث الزراعية هي أيضًا موطن لبرنامج لإنسال قصب السكر والبن والكاكاو. من عوامل الجذب المتزايدة وذات الشعبية ممر Maunawili Demonstration، وهو ممر تحتفظ به الدولة يمر عبر عرض وادي ماوناويلي العلوي من طريق بالي السريع (الوصول عند "منحنى حدوة الحصان") إلى ايمانالو. يمكن الوصول إلى درب جانبي متصل (ممر شلالات ماوناويلي) من الحي في ماوناويلي العليا.